# Oceanometra
Genre
Oceanometra est un genre de comatules de la famille des Thalassometridae.

## Liste des espèces
Selon World Register of Marine Species (13 avril 2015) :
- Oceanometra annandalei (AH Clark, 1909) -- Région indonésienne (50~500 m de profondeur)
- Oceanometra gigantea (AH Clark, 1908) -- Hawaii (700~850 m de profondeur)
- Oceanometra valdiviae AM Clark, 1967 -- Somalie (~1 600 m de profondeur)